# Печура, Сергей Павлович
Сергей Павлович Печура (латыш. Sergejs Pečura, род. 14 июня 1987, Рига) — латвийский хоккеист, центральный нападающий.

## Карьера

### Клубная
Воспитанник латвийского хоккея, хотя первым клубом являлся воскресенский «Химик». Ранее выступал за малоизвестные латышские команды. В 2009 году пришёл в рижское «Динамо», в составе которого сыграл 5 встреч в рамках КХЛ (три в регулярном чемпионате и две в плей-офф, заработав 2 штрафные минуты). В 2009 году перешёл в московские «Крылья Советов». В составе «Крыльев» сыграл два сезона, провёл 46 игр и набрал 21 очко. Планировал вернуться в состав рижан, однако его не приняли в состав команды. После того, как «Крылья Советов» были исключены из Высшей хоккейной лиги, покинул команду и отправился в казахстанский клуб «Казцинк-Торпедо», а в январе 2012 года перешёл в белорусский клуб «Неман», где получил номер 17. В октябре 2012 года перешёл в львовский клуб «Львы».

### В сборной
В составе сборной Латвии дебютировал на чемпионате мира 2010 года, причём был очень сильно удивлён вызову в сборную. Позднее участвовал и на первенстве мира 2011 года. Ранее выступал за молодёжные команды Латвии. В составе юниорской команды провёл 21 матч, забросил 9 шайб и отдал 6 голевых передач.